# 扬·维克托松
扬·维克托松（瑞典語：Jan Viktorson，1964年7月27日—），瑞典男子冰球运动员，场上位置是前锋。他曾代表瑞典国家队参加1992年冬季奥林匹克运动会冰球比赛，获得第5名。